# De Lalande
Pour les articles homonymes, voir De Lalande (homonymie).
Pour l’article ayant un titre homophone, voir Delalande.
de Lalande est un cratère d'impact sur Vénus. 

## Description
Il a ainsi été nommé par l'Union astronomique internationale en 1991 en l'honneur de l'astronome française Marie-Jeanne de Lalande.
Son diamètre est de 21 km. Il se situe dans la région du quadrangle de Sif Mons (quadrangle V-31).